# Сражение при Саюле (1915)
Сражение при Саюле (исп. Sayula) или Куэста-де-Саюле произошло 17 — 18 февраля 1915 года во время Мексиканской революции. Войска Панчо Вильи догнали отступившую из Гвадалахары дивизию каррансистского генерала Дьегеса и, навязав сражение, разбили её.
В течение первых месяцев борьбы между каррансистами и вильистами Гвадалахара, штат Халиско, несколько раз переходила из рук в руки. Вильисты впервые взяли Гвадалахару в середине декабря 1914 года и контролировали ее до середины января, когда вернулись каррансисты под командованием Мануэля Дьегеса и Франсиско Мургуя и выбили их из этого города. Вильисты отступили на запад и север. Панчо Вилья решил лично заняться операциями в Халиско и, собрав в Агуаскальентесе остатки разбитых частей Контрераса и Фьерро и соединив их с новыми контингентами, двинулся с 10 000 в сторону Гвадалахары.
Командующий Оперативной армией каррансистов генерал Альваро Обрегон по телеграфу приказал Мануэлю Дьегесу отступить из Гвадалахары на юг и укрепиться в Барранка-де-Бельтран и Атенкике. 12 февраля Панчо Вилья вошел в Гвадалахару, и на следующий день его части стали преследовать противника вдоль западного берега озера Чапала. Вильисты неоднократно наседали на арьергард конституционалистов, нанося ему большие потери, и к 17 февраля настигли южнее лагуны Саюла в предгорьях Куэста-де-Саюла, горного хребта, который отделяет долину Саюла от долины Сапотлан.
Дьегес и Мургуя сосредоточили основную часть своих сил на станциях Мансано и Николас и в городе Сан-Себастьян, а три бригады оставили на высотах Ла-Куэста с целью обороны перевала. Бригады каррансистов Агирре, Кироги и Абаскаля закрепились на вершинах и склонах холмов, называемых Лос-Магейес, и вырыли окопы и волчьи ямы.
Вильисты сначала подожгли сухую траву на полях в долине, из-за чего образовалось много дыма, который мешал обзору со стороны противника, а затем атаковали на рассвете 18 февраля. Их атаки следовали каждые полчаса, и постепенно они увеличили атакующие силы с 2500 до 6000 кавалеристов. Основной удар пришелся на правый фланг конституционалистов, атакованный конными бригадами Фиерро и Сеаньеса. Кавалеристы Вильи семь часов вели непрерывные атаки, которые с трудом отбивались каррансистами за 20 метров от пехотных позиций. Во многих случаях всадники, подскакивающие к окопам противника, спрыгивали с коней на землю и открывали огонь в упор.
Несмотря на то что центр конституционалистов сам оставался атакованным и прижатым артиллерией Вильи, он посылал постоянные подкрепления вправо. Прибытие подкреплений Энрике Эстрады на правый фланг каррансистов, наконец, сдержало наступление сил Фиерро и Сеаньеса, заставив их отступить, и поэтому здесь позиции удалось удержать. Левое крыло конституционалистов, занятое бригадами Фигероа и Эрнандеса, не подвергалось атаке и ограничивалось перестрелкой.
В середине дня в центре у каррансистов стали заканчиваться боеприпасы и интенсивность их огня стала снижаться, и этим воспользовались вильисты, которым удалось пробить брешь более чем в 600 метров шириной между позициями Кироги и Агирре. Панчо Вилья приказал усилить артиллерийский огонь и послал пехоту, которую он держал в резерве, в образовавшуюся брешь. Вилья также послал Фьерро в новую атаку, чтобы правый фланг каррансистов не смог прийти на помощь центру.
Вскоре после этого, когда стало ясно, что центр рушится, генерал Фигероа приказал отвести левое крыло конституционалистов в Сьюдад-Гусман. Вслед за левым крылом обратился в беспорядочное бегство разбитый центр, а затем, после шести вечера, и правый фланг. Преследующая кавалерия вильистов устроила резню бегущему деморализованному противнику. Вся дорога вплоть до Сьюдад-Гусмана была усеяна мертвецами. Преследование продолжилось до Тукспана.
Панчо Вилья не стал ликвидировать остатки сил противника, потому что считал, что армия каррансистов уже рассеяна и уничтожена, и решил повернуть свои войска на север, на помощь генералу Фелипе Анхелесу, ведшему бои у Монтеррея. Поскольку вильисты не стали их преследовать, Дьегес, Мургуя, и то, что осталось от их частей, после потери примерно тысячи убитыми, получили возможность перегруппироваться в Мансанильо.
В ответ на поздравления по поводу победы раздраженный Панчо Вилья ответил, что «после еще одной такой победы Северной дивизии придет конец».